# Dicladispa sebakuena
Dicladispa sebakuena là một loài bọ cánh cứng trong họ Chrysomelidae. Loài này được Péringuey miêu tả khoa học năm 1908.